# شهرستان برن (کنتاکی)
شهرستان برن، کنتاکی (به انگلیسی: Barren County, Kentucky) یک شهرک در ایالات متحده آمریکا است که در کنتاکی واقع شده‌است.